# Mũi Hảo Vọng

Bản đồ năm 1888 về mũi Hảo Vọng.

Mũi Hảo Vọng (tiếng Afrikaans: Kaap die Goeie Hoop, tiếng Hà Lan: Kaap de Goede Hoop) được sử dụng theo hai ngữ cảnh:
- Nghĩa đen (sensu stricto): Nó là mũi đất hoang dã và nhiều đá ở Cộng hòa Nam Phi, ở rìa phía nam của bán đảo Cape, cách thành phố Cape Town khoảng 30 km về phía nam.
- Nghĩa bóng (sensu lato): Nó là tên gọi được dùng để chỉ toàn bộ vùng thuộc địa ban đầu của người châu Âu ở mỏm phía nam của châu Phi, đặc biệt là trong giai đoạn thế kỷ 18 và thế kỷ 19. Năm 1825, một người từ Swellendam đến châu Phi có lẽ đã từng nói "Tôi đến từ mũi Hảo Vọng", thậm chí nơi sinh sống của người này đã cách xa vùng đất hoang vắng đó tới cả trăm dặm. Nhiều người dân sống ở "mũi Hảo Vọng" theo nghĩa bóng này thậm chí chưa bao giờ nhìn thấy mũi Hảo Vọng.[cần dẫn nguồn]

Mũi Hảo Vọng theo nghĩa đen nằm ở tọa độ: 34°21′23″vĩ nam, 18°29′ 15″kinh đông. Không nên nhầm lẫn nó với mũi Point. Hai mũi đất này chỉ cách nhau khoảng 1 km nhưng chúng là các địa danh địa lý khác hẳn nhau. Cả hai mũi đất này được tạo ra từ sa thạch của nhóm dãy núi Table và về mặt địa chất chúng là cùng loại với các khối đất đá của dãy núi này. Theo truyền thống (nhưng không chính xác) thì mỏm đất phía nam của bán đảo Cape được coi là điểm đánh dấu để phân chia Đại Tây Dương và Ấn Độ Dương.

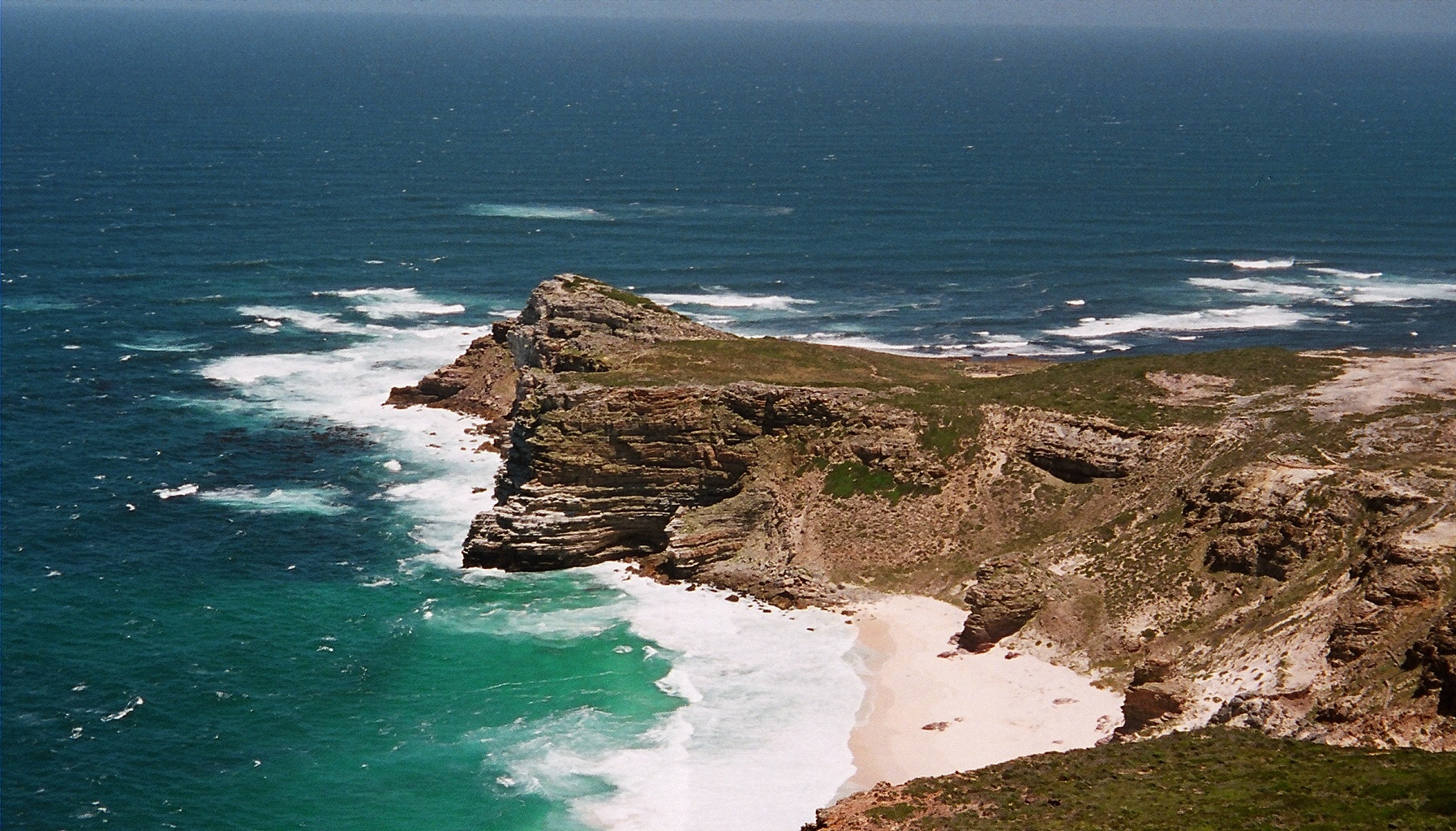
Mũi Hảo Vọng nhìn từ phía đông trên đỉnh của vách núi đá trên mũi Point.

Về mặt kỹ thuật, người ta có thể cho rằng sự phân chia giữa hai đại dương nằm xa hơn về phía đông nam tại mũi Agulhas, hoặc ranh giới này dao động theo sự thay đổi của các dòng hải lưu chính trong khu vực; theo khu vực mà dòng hải lưu Benguela lạnh ở bờ biển phía tây và dòng hải lưu Agulhas ấm ở bờ biển phía đông trộn lẫn vào nhau. Cả mũi Hảo Vọng và mũi Point đều có phong cảnh đẹp. Trên thực tế toàn bộ phần phía nam của bán đảo Cape là công viên quốc gia hoang dã, đồi núi lởm chởm, có phong cảnh đẹp và chưa bị bàn tay con người tàn phá và hầu như rất ít biến đổi trong vòng 500 năm qua, kể từ khi người châu Âu bắt đầu để mắt tới nó. Mũi Hảo Vọng là quê hương truyền thuyết của con tàu "Người Hà Lan bay". Do những thủy thủ bóng ma đau khổ và bị nguyền rủa điều khiển, nó phải chịu số phận bi đát vĩnh cửu là đi luẩn quẩn trong vùng nước mênh mông xung quanh đó mà không bao giờ có thể cập bờ vào vùng mũi đất.
Sách của người Việt thế kỷ 19 còn gọi địa danh này là Mũi Độc.

## Lịch sử
Mũi Hảo Vọng hiện được coi là do nhà hàng hải người Bồ Đào Nha là Bartolomeu Dias vượt qua lần đầu tiên năm 1488. Ông đã đặt tên cho nó là "Mũi bão táp" (Cabo de las Tormentas). Sau này nó được vua Bồ Đào Nha là John II đổi tên thành "Mũi Hảo Vọng" (Cabo de Buena Esperanza) do có sự lạc quan lớn nhờ mở ra một hành trình trên đại dương để đi về phía đông.
Vùng đất xung quanh Kaap De Goede Hoop (tiếng Hà Lan để chỉ mũi Hảo Vọng) là quê hương của người Khoikhoi (Hottentot) khi người Hà Lan đầu tiên đặt chân tới đây vào năm 1652. Người Khoikhoi đã là những người đầu tiên đến đây vào khoảng 1.500 năm trước.
Thương nhân người Hà Lan là Jan van Riebeeck đã thiết lập trạm tiếp tế cho Công ty Đông Ấn Hà Lan gần mũi Hảo Vọng vào ngày 6 tháng 4 năm 1652 và nó sau này đã phát triển lên thành Cape Town. Sự cung cấp thực phẩm tươi sống đã là cực kỳ quan trọng đối với các chuyến đi dài ngày xung quanh châu Phi, và do vậy Cape Town đã trở thành cái gọi là "Quán trọ của đại dương".
Vào ngày 31 tháng 12 năm 1687, một nhóm những người theo đạo Tin lành (Huguenot) đã từ Hà Lan đến mũi Hảo Vọng. Họ đã chạy từ Pháp qua Hà Lan để tránh những vụ đàn áp tôn giáo tại quốc gia này đang diễn ra khi đó. Công ty Đông Ấn Hà Lan khi đó đang có nhu cầu về thợ có tay nghề đến làm việc tại mũi Hảo Vọng và chính quyền Hà Lan nhận ra cơ hội cho những người Huguenot và gửi họ đến đây. Dân cư và lãnh thổ thuộc địa này đã phát triển dần dà theo năm tháng trong 150 năm sau đó hoặc cho đến khi nó mở rộng xa hàng trăm kilômét về phía bắc và đông bắc.

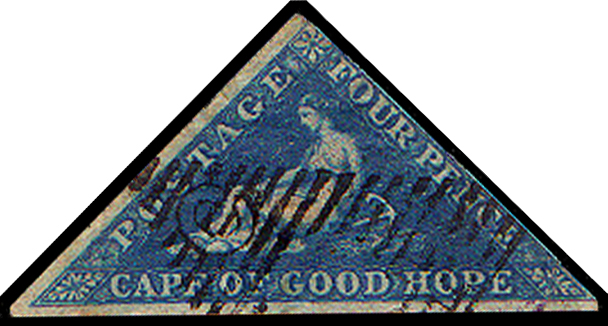
Tem bưu điện hình tam giác

Vương quốc Anh đã xâm lược và chiếm đóng mũi Thuộc địa này vào năm 1795 ("Lần chiếm đóng thứ nhất") nhưng đã từ bỏ sự kiểm soát vùng đất này vào năm 1803. Tuy nhiên, quân đội Anh đã trở lại vào ngày 19 tháng 1 năm 1806 và chiếm đóng mũi đất này một lần nữa ("Lần chiếm đóng thứ hai"). Lãnh thổ này được nhượng lại cho Anh theo Hiệp ước Anh-Hà Lan năm 1814 và từ đó trở đi người Anh đã quản lý mũi Thuộc địa. Nó là thuộc địa của Anh cho đến khi được sáp nhập vào Liên hiệp Nam Phi độc lập năm 1910 (ngày nay là Cộng hòa Nam Phi).
Chính quyền Bồ Đào Nha đã dựng lên hai đèn hiệu hàng hải ở đây, là Diaz Cross và Da Gama Cross, để kỷ niệm hai nhà hàng hải Vasco da Gama và Bartolomeu Dias. Khi nối với nhau, nó sẽ đi qua Whittle Rock (tọa độ: 34°14′48″ vĩ nam, 18°33′36″ kinh đông), một chướng ngại lớn, ngầm và vĩnh cửu đối với tàu thuyền trên vịnh False. Hai đèn hiệu khác tại Simonstown tạo ra sự giao nhau với đường trên.